# Kartograf
En kartograf er en person, der tegner landkort, søkort m.m.

## Kendte kartografer
- Anaximander, græsk Anatolien (610 fvt. – 546 fvt.) – første kendte forsøg på at lave et kort over den kendte verden
- Hipparchos, Grækenland, (190 fvt.–120 fvt.) – astronom, kartograf, geograf
- Leonardo da Vinci, Italien (1452-1519)
- Piri Reis Tyrkiet (1465-1554/1555)
- Abraham Ortelius, Flandern (1527-1598) – generelt anerkendt som den første skaber af et moderne atlas
- James Cook (1728-1779) – navigatør og kartograf (søkort)
- Bernard J.S. Cahill (1867–1944) – opfinder af det oktahedrale "Sommerfugle kort" af verden

## Kendte danske kartografer
- Claudius Clavus (1388-?)
- Jens Sørensen (1646-1723)
- Carsten Niebuhr (1733-1815)